# Silnice II/339
Silnice II/339 je silnice II. třídy v trase: oddělení od silnice I/38 - Čáslav - Krchleby - Chedrbí - Lány - Červené Janovice - Štipoklasy - Radvančice - Prostřední Ves - Bohdaneč - Třebětín - Vrbka - Habrek - Ledeč nad Sázavou (napojení na silnici II/150).
Ve Štipoklasích se kříží se silnicí II/126, u Vrbky se napojuje silnice II/338.
Úsek Čáslav - Štipoklasy byl dříve součástí silnice I/17. Ve Štipoklasech byla zaústěna do silnice I/33, která vedla z Písku a Zruče nad Sázavou do Kutné Hory a dále do Náchoda.

## Vodstvo na trase
V Čáslavi vede přes Brslenku a v Chedrbí přes Klejnarku.